# Sonja Kristina
Sonja Kristina Shaw, later bij akte gewijzigd in Linwood, (Brentwood (Essex) 14 april 1949) is een Brits zangeres. Ze is bekend onder de naam Sonja Kristina als kortstondige zangeres bij Strawbs en haar langere carrière in Curved Air.

## Loopbaan
Eind jaren zestig was zij betrokken bij de folkclub Troubadour, waar ook Strawbs en Sandy Denny optraden. Toen Denny na één langspeelplaat weer bij Strawbs vertrok, nam Strawbs Shaw in de gelederen op; het bleek maar voor één avond te zijn.
In 1970 begon ze aan een carrière bij Curved Air, waar ze gedurende de periode 1970-1976 en in 1990 de zangeres was. Ze componeerde ook zelf liedjes, soms samen met Darryl Way, de violist van de band. Ze had een bescheiden solocarrière en vormde in de jaren nul een multimediaduo met Martin Ayres in MASK.
Ze maakte ook ooit deel uit van het theatergezelschap dat Hair op de planken bracht.

## Privé
Voordat Shaw en Stewart Copeland met elkaar in contact kwamen, was ze in 1971 korte tijd getrouwd met Malcolm Ross.
Shaw en Stewart Copeland van The Police, drummer van Curved Air in 1975 en 1976, hadden een relatie sinds 1974 en waren getrouwd van 1982 tot 1991.

## Discografie

### Albums met Curved Air
- Air Conditioning
- Second Album
- Air Cut
- Phantasmagoria
- Airborne
- Midnight Wire
- Live
- Alive 1990
- Lovechild
- Masters from the Vaults
- Live at the BBC

### Soloalbums
- Songs from the Acid Folk
- Sonja Kristina
- Cri de Coeur
- Heavy Petal
- Harmonics of Love

### Andere opnamen
- Vampires Stole My Lunch Money